# Estadio Avanhard (Lugansk)
El Estadio Avanhard (en ucraniano: стадіон Авангард, y en ruso: Авангард стадион) es un recinto multiusos ubicado en la ciudad de Lugansk, perteneciente de manera oficial a Ucrania (de iure); sin embargo, desde octubre de 2022 administrada de facto por la Federación Rusa.
Fue inaugurado en marzo de 1951 y actualmente cuenta con una capacidad para 22 288 espectadores sentados. Es el estadio del club Zoryá Lugansk, que milita en la primera división del fútbol ucraniano. 
El 27 de abril de 2014, en juego correspondiente a la jornada 27 de la Liga Premier de Ucrania 2013/14, Zorya derrotaría al club Hoverla Uzhhorod por marcador de 1-0, siendo el único gol obra del delantero ucraniano Ruslan Malinovsky al minuto 84. Este sería el último encuentro de los "blanquinegros" celebrado en el estadio hasta la fecha, ya que debido al estallido de la Guerra del Dombas entre fuerzas ucranianas y milicias prorrusas en la región, el equipo tuvo que cambiar de sede a la ciudad de Zaporiyia, a casi 400 km de distancia, donde actualmente ejerce su localía en el Slavutych Arena, propiedad del club Metalurh Zaporizhia que compite en la Druha Liha, la tercera división del país. 
Después del inicio del conflicto armado, el inmueble fue utilizado para competencias no oficiales organizadas por la LPR, como el Campeonato de fútbol LPR o la Liga de Dombas, la cual enfrentaba anualmente a clubes de las 2 repúblicas separatistas de Ucrania (Lugansk y Donetsk). Además, la Selección de futbol de Lugansk disputó 2 partidos amistosos en el recinto, primero ante Donetsk en 2015 (ganando 3-1), y posteriormente ante Osetia del Sur en 2019 (venciendo 4-3).
Actualmente el futuro del estadio es incierto, ya que debido a la posterior anexión del óblast de Lugansk a Rusia en octubre de 2022 (aunado al poco y difícil acceso a la información sobre las competencias desarrolladas en el territorio), no se sabe cuándo vuelva a ser utilizado. 